# 羅馬尼夫卡 (索卡爾區)
50°26′24″N 24°21′48″E / 50.44000°N 24.36333°E
羅馬尼夫卡（烏克蘭語：Романівка），是烏克蘭西部的村莊，隸屬利維夫州的舍普季茨基區。該村面積0.55平方公里，海拔高度220米，2001年人口410，人口密度每平方公里745.45人。